# Севостьянов, Григорий Николаевич
Григо́рий Никола́евич Севостья́нов (23 марта (5 апреля) 1916, хутор Плешаков, область Войска Донского — 12 марта 2013, Москва) — советский и российский историк, специалист в области новейшей истории США и истории международных отношений. Доктор исторических наук (1960), профессор (1964). Академик АН СССР по Отделению истории с 23 декабря 1987 года. Главный редактор журнала «Новая и новейшая история» (1982—2013).

## Биография
Родился 23 марта (5 апреля) 1916 года на хуторе Плешаков в семье Николая Ларионовича Севостьянова, казачьего офицера Белой армии, участвовавшего в «Ледяном походе» и погибшего в начале 1920 года (точное время и место неизвестны). Мать — Меланья Севостьянова — умерла в госпитале от ошибочно выданного медсестрой лекарства. В семье было пять детей. Воспитывался дедом Ларионом Ларионовичем Севостьяновым, а после его смерти — своей старшей сестрой, Татьяной Николаевной Севостьяновой (в замужестве Антоновой). Проживал у сестры некоторое время в пгт Глубокий на улице Октябрьская, дом 92.
Окончил школу в посёлке Глубокий. В 1933—1935 годах — студент рабфака (Каменск, Новочеркасск). В 1935—1937 годах продолжил обучение на общетехническом факультете Грозненского нефтяного института. В дальнейшем поступил на электромеханическое отделение горного факультета Новочеркасского индустриального института, где проучился с 1937 по 1940 год.
После окончания обучения стал преподавателем в институте, но проработал недолго и в том же 1940 году ушёл в армию. В 1941—1945 годах участвовал в Великой Отечественной войне. Принимал участие в боевых действиях с 22 июня 1941 года. Попав в окружение в районе Минска, сформировал партизанский отряд. После создания партизанской бригады «Чекист» возглавил её разведку, а впоследствии стал начальником штаба. Разработал несколько десятков диверсионных операций, в каждой из которых принимал личное участие. Три раза был ранен, имел боевые награды. В 1944 году вступил в ВКП(б).
После окончания войны стал слушателем Высшей дипломатической школы МИД СССР (1945—1947). В 1948 году поступил в аспирантуру Института истории АН СССР. В 1950 году защитил кандидатскую диссертацию «Американский империализм — пособник японской агрессии в Китае (1931—1933 гг.)». С 1950 по 1958 год работал в Институте истории АН СССР: до 1954 года в должности младшего, затем — старшего научного сотрудника. В 1952 году был приглашён по совместительству на исторический факультет МГУ читать курс лекций по истории США, вести спецкурс и семинар по американской политике и дипломатии. Доцент (1959).
В 1960 году ему была присуждена степень доктора исторических наук за диссертацию «Политика империалистических держав на Дальнем Востоке (июль 1937 — декабрь 1941 гг.)». В 1964 году утверждён в звании профессора; руководил отделом истории США в Институте истории АН СССР. С 1968 года и до конца жизни являлся сотрудником Института всеобщей истории АН СССР (РАН): до 1987 года — в должности заведующего сектором истории США и Канады, впоследствии работал главным научным сотрудником Института. В декабре 1987 года избран действительным членом (академиком) Академии наук СССР.
С 1970 по 1992 год — член Научного совета АН СССР «История внешней политики СССР и международных отношений», позднее был председателем Научного совета РАН по истории социальных реформ, движений и революций. В начале 1990-х годов возглавлял Всесоюзное общество архивистов и международную экспертную группу, созданную совместно с Архивом внешней политики МИД РФ. Первый заместитель академика-секретаря Отделения истории РАН (1994—1995), исполняющий обязанности академика-секретаря (1995—1997); с 22 сентября 1994 года — член Комиссии по рассекречиванию документов. В 1999 году вместе с А. Н. Сахаровым написал письмо тогдашнему директору ФСБ Владимиру Путину о необходимости рассекречивания и публикации информационных обзоров органов государственной безопасности об экономическом и политическом положении в СССР.
С 1971 по 1988 год являлся ответственным редактором «Американского ежегодника», с 1982 года до конца жизни — главный редактор журнала «Новая и новейшая история». Ответственный редактор периодического издания РАН «Исторические записки» (1999). Главный редактор и член авторского коллектива фундаментального четырёхтомного труда «История США» (1984—1987).
Скончался 12 марта 2013 года в Москве, в возрасте 96 лет. Похоронен на Троекуровском кладбище.

## Основные работы
- Севостьянов Г. Н. Активная роль США в образовании очага войны на Дальнем Востоке (1931—1933). — М.: Изд-во АН СССР, 1953;
- Очерки новой и новейшей истории США. М., 1960 (редактор);
- Севостьянов Г. Н. Политика великих держав на Дальнем Востоке накануне Второй мировой войны. М., 1961;
- Севостьянов Г. Н. Подготовка войны на Тихом океане (сентябрь 1939 — декабрь 1941 гг.). М., 1961;
- Севостьянов Г. Н. Дипломатическая история войны на Тихом океане: от Перл-Харбора до Каира (1941—1943). М., 1969;
- Севостьянов Г. Н., Уткин А. И. США и Франция в годы войны (1939—1945): из истории взаимоотношений. — М.: Наука, 1974.
- Война за независимость и образование США. М., 1976 (редактор);
- Севостьянов Г. Н., Уткин А. И. Томас Джефферсон. — М.: Мысль, 1976. — 392 с. — 45 000 экз.
- Жуковская В. И., Севостьянов Г. Н. За линией фронта: о партизанской бригаде «Чекист». Минск, 1981;
- История США. М., 1983—1987 (тт. 1—4, редактор);
- Американский экспансионизм. М., 1985, 1986 (редактор);
- Актуальные проблемы новейшей истории. М., 1991 (редактор);
- Севостьянов Г. Н. Европейский кризис и позиция США (1938—1939). М., 1992;
- Козенко Б. Д., Севостьянов Г. Н. История США. Самара, 1994;
- Осмысление истории. М., 1996 (редактор);
- Великая Отечественная война (1941—1945): военно-исторические очерки. М., 1998—1999 (кн. 1—4, редактор);
- Севостьянов Г. Н. Москва — Вашингтон: дипломатические отношения (1933—1936). М., 2002;
- Портреты историков: время и судьбы. М., 2000—2010 (тт. 1—5, редактор);
- Россия в XX в. Реформы и революции в России. М., 2002 (тт. 1—2, редактор);
- Севостьянов Г. Н. Москва — Вашингтон: на пути к признанию (1918—1933). М., 2004.

Под руководством Г. Н. Севостьянова подготовлены многие издания документов, относящихся к дипломатической истории XX века:
- «Россия и США: торгово-экономические отношения (1900—1930)» (1996),
- «Россия и США: экономические отношения (1917—1941)» (1997, 2-е изд. 2001; совм. с Е. А. Тюриной),
- «Дух Рапалло: советско-германские отношения (1925—1933)» (1997),
- «Москва — Рим: политика и дипломатия Кремля (1920—1939)» (2002),
- «Советско-американские отношения (1918—1939)» (тт. 1—3, 2002—2003) и др.

## Награды и звания
- Награждён боевыми орденами Красной Звезды (1943) и Красного Знамени (1948), орденом Отечественной войны I степени (06.04.1985)[9], орденом Дружбы народов (1986), орденом Почёта (2006); медалями «Партизану Отечественной войны», «За победу над Германией в Великой Отечественной войне 1941—1945 гг.», юбилейными медалями «Двадцать лет Победы в Великой Отечественной войне 1941—1945 гг.», «Тридцать лет Победы в Великой Отечественной войне 1941—1945 гг.», «Сорок лет Победы в Великой Отечественной войне 1941—1945 гг.», «50 лет Победы в Великой Отечественной войне 1941—1945 гг.», «60 лет Победы в Великой Отечественной войне 1941—1945 гг.», «За доблестный труд. В ознаменование 100-летия со дня рождения Владимира Ильича Ленина».
- В 1974 году в составе авторского коллектива удостоен звания лауреата Государственной премии СССР за труд «История рабочего движения в США в новейшее время» (тт. 1—2, 1970—1971).
- Заслуженный деятель науки РСФСР (1985).